# Муранівський Тарас Васильович
Тара́с Васи́льович Мурані́вський (3 лютого 1935, с. Косяківка, Таращанського району, Київської області — 17 липня 2000, Москва) — один з лідерів української діаспори в Росії, відомий вчений та політик, доктор філософських наук, кандидат економічних наук. 
Закінчив у 1958 році історичний факультет Московського державного університету. 
Членом КПРС став ще у 1957 році. Але, як повідомляє на основі розсекречених архівів історик і публіцист Таранов Євгеній Васильович, вже у 1958 році партком цього університету виключає Муранівського з рядів партії, як особу, близьким другом якої був арештований роком раніше історик Козовой Вадим Маркович, який був на курс молодше за Муранівського. (Таранов Е. В. «Вольнодумство» в МГУ. Документальное повествование по протоколам парткома. 1951–1959 гг. // Журнал "Источник". 2002. № 3. С. 84-96; також про це: Таранов Е. В "Раскачаем Ленинские горы!" Из истории "вольнодумства" в Московском университете ( 1955-1956 гг.) // Свободная мысль. 1993. №10. С. 94-103).
За даними Всеволода Сергєєва, насправді Муранівського та його товариша по навчанню Фелікса Белелюбського "подвергли взысканиям" за те, що вони інколи відвідували засідання опозиційного гуртка Л. Краснопевцева – Л. Ренделя, сформованого в 1956-1957 рр. при Московському університеті (Сергеев В. Н. «Университетское дело»: формирование оппозиционных взглядов группы Л. Краснопевцева – Л. Ренделя // II Всероссийская научно-практическая школа-конференция молодых ученых «История России с древнейших времен до XXI века: проблемы, дискуссии, новые взгляды». 9-24 октября 2012 г. Сборник докладов. М., 2012).
Восени 1957 року Муранівського викликали на допит у КДБ, а в лютому 1958 року його примусили давати покази по справі Вадима Козового, але Муранівський нібито не став давати детальних показів, а повідомив слідству тільки загальновідомі речі, як про це писав у 2001 році в своїх спогадах Белелюбський.  . За цим же джерелом, керівництво КДБ взагалі вимагало від парткому дати згоду на притягнення до кримінальної відповідальності Муранівського, але їм відмовили у цьому.
Втім, у спогадах Белелюбського простежуються намагання виставити Муранівського не як свідка по справі Козового і агента КДБ, а навпаки, як жертву складних обставин, яка в умовах тиску не зламалася, проявила стійкість.
Очевидно, саме через таку подію Муранівський довго не міг захистити дисертацію. 
Про його подальшу біографію в 1958-1970 роках детальних даних не вказується, за непідтвердженою інформацією - довгий час перебував у США.
У 1970 році захистив дисертацію кандидата економічних наук на тему: "Экономическая сущность информации и пути повышения эффективности информационной деятельности (на основе анализа методов, применяемых в военно-технических центрах США и опыта работы информационных органов СССР)".
У 1987 році захистив дисертацію доктора філософських наук на тему: "Роль информационных процессов в социальном управлении производственными коллективами".
Далі викладав у Історико-архівному інституті, був професором кафедри інформаційних ресурсів Російського державного гуманітарного університету та першим ректором Інституту українознавства міста Москви, реорганізованого в 1992 році в науково-громадську організацію "Український університет у Москві". Ця організація була офіційно зареєстрована 4 червня 1992 року за адресою квартири, де проживав один зі співзасновників - юрист і підприємець Гуменюк Віктор Миколайович, у московському районі Орєхово-Борисово. . 
Фактичним адміністратором був саме Гуменюк. . 
В діяльності цієї структури взяли участь мешканці Москви українського походження, передусім - спецалісти в галузі техніки: доктор технічних наук Ваграменко Ярослав Андрійович (1936-2017), технік-винахідник і режисер Дудченко Віктор Іванович (1936-2005), а також історики українського походження: вчений-медієвіст Шевеленко Анатолій Якович (1925-1999), історик економіки та політолог Белелюбський Фелікс Борисович (1934-2004), кандидат історичних наук та публіцист Овченко Юрій Федорович, та інші.
Працював також в Інституті вивчення США та Канади при АН СРСР, а з 1991 року - Російської академії наук та був президентом російського підрозділу Міжнародного інституту Шиллера.